# Cao Lăng
Cao Lăng (tiếng Trung: 高陵区, Hán Việt: Cao Lăng khu) là một quận thuộc địa cấp thị Tây An (西安市), tỉnh Thiểm Tây, Cộng hòa Nhân dân Trung Hoa. Quận này có diện tích 294 km2, dân số là 220.700 người. Quận này nằm cách trung tâm Tây An khoảng 20 km, địa hình chủ yếu là bình nguyên. Quận Cao Lăng được chia thành các đơn vị hành chính gồm 3 trấn, 87 thôn hành chính. Thời Tam Quốc, sau khi Tào Tháo qua đời đã được tổ chức tang ở đây.